# Taça América 1996 (calcio a 5)
Il secondo South American Futsal Championship, denominato anche Copa América, edisputato nel 1996 a Rio de Janeiro dal 16 aprile al 20 aprile, viene considerata la terza edizione della Coppa America per formazioni nazionali di calcio a 5, nonché la quattordicesima edizione del Campionato Sudamericano per formazioni nazionali di calcio a 5.
Le sei nazionali presenti vennero divise in due gironi da tre formazioni ciascuna, con la qualificazione della prima e della seconda classificata, con semifinali e finale ad eliminazione diretta per la designazione del campione sudamericano e delle tre qualificate al FIFA Futsal World Championship 1996 in programma in Spagna.
Il trofeo trova il suo padrone nuovamente nel Brasile campione del mondo in carica e vero mattatore della manifestazione con quattro vittorie in quattro incontri, 34 gol fatti e solo 4 subiti. Ai mondiali sono andate anche Uruguay finalista e Argentina vincitore della sfida per il terzo posto con il Paraguay.

## Girone A
|          | Risult. |           | Città e data         |
| -------- | ------- | --------- | -------------------- |
| Brasile  | 13 - 1  | Venezuela | Rio de Janeiro 16.04 |
| Paraguay | 10 - 1  | Venezuela | Rio de Janeiro 17.04 |
| Brasile  | 7 - 2   | Paraguay  | Rio de Janeiro 18.04 |

| Classifica finale | Pt | G | V | N | P | GF | GS | DR  |
| ----------------- | -- | - | - | - | - | -- | -- | --- |
| Brasile           | 6  | 2 | 2 | 0 | 0 | 20 | 3  | +17 |
| Paraguay          | 3  | 2 | 1 | 0 | 1 | 12 | 8  | +4  |
| Venezuela         | 0  | 2 | 0 | 0 | 2 | 2  | 23 | -21 |

## Girone B
|           | Risult. |           | Città e data         |
| --------- | ------- | --------- | -------------------- |
| Uruguay   | 3 - 2   | Cile      | Rio de Janeiro 16.04 |
| Argentina | 1 - 1   | Cile      | Rio de Janeiro 17.04 |
| Uruguay   | 2 - 2   | Argentina | Rio de Janeiro 18.04 |

| Classifica finale | Pt | G | V | N | P | GF | GS | DR |
| ----------------- | -- | - | - | - | - | -- | -- | -- |
| Uruguay           | 4  | 2 | 1 | 1 | 0 | 5  | 4  | +1 |
| Argentina         | 2  | 2 | 0 | 2 | 0 | 3  | 3  | =0 |
| Cile              | 1  | 2 | 0 | 1 | 1 | 3  | 4  | -1 |

## Semifinali
|         | Risult. |           | Città e data         |
| ------- | ------- | --------- | -------------------- |
| Uruguay | 2 - 1   | Paraguay  | Rio de Janeiro 19.04 |
| Brasile | 6 - 0   | Argentina | Rio de Janeiro 19.04 |

## Finale 3º-4º posto
|           | Risult. |          | Città e data         |
| --------- | ------- | -------- | -------------------- |
| Argentina | 2 - 1   | Paraguay | Rio de Janeiro 20.04 |

## Finale
|         | Risult. |         | Città e data         |
| ------- | ------- | ------- | -------------------- |
| Brasile | 8 - 1   | Uruguay | Rio de Janeiro 20.04 |

| Qualificate al mondiale | Brasile | Uruguay | Argentina |
| ----------------------- | ------- | ------- | --------- |